# Antonio Allocchio
Antonio Allochio (Paitone, 20 settembre 1888 – Brescia, 18 luglio 1956) è stato uno schermidore italiano, specializzato nella spada. È stato campione olimpico insieme a Tullio Bozza, Giovanni Canova, Tommaso Costantino, Andrea Marrazzi, Aldo Nadi, Nedo Nadi, Abelardo Olivier, Paolo Thaon di Revel e Dino Urbani, nella spada a squadre e nella sciabola a squadre ai Giochi di  Anversa 1920.

## Palmarès
In carriera ha ottenuto i seguenti risultati:

### Giochi olimpici
Individuale
A squadre
- Oro nella spada ad Anversa 1920
- Oro nella sciabola ad Anversa 1920